# Habsburg–Lotaringiai Gizella főhercegnő
Habsburg–Lotaringiai Gizella (teljes nevén: Gizella Lujza Mária, németül: Gisela Louise Marie von Habsburg-Lothringen; Laxenburg, 1856. július 12. – München, 1932. július 27.) a Habsburg–Lotaringiai-házból származó, I. Ferenc József császár és király valamint Erzsébet császárné és királyné második gyermekeként született osztrák főhercegnő, magyar és cseh királyi hercegnő, aki Lipót bajor királyi herceggel kötött házassága révén bajor hercegné.

## Élete

### Származása, testvérei
Gizella Lujza Mária osztrák főhercegnő 1856. július 12-én született az alsó-ausztriai Laxenburg kastélyában, Bécs közelében. Édesapja Ferenc József császár és király, az Osztrák–Magyar Monarchia uralkodója, édesanyja Erzsébet királyné és császárné. Gizella a család második gyermekeként született. Testvérei:
- Zsófia Friderika főhercegnő (1855–1857)
- Rudolf főherceg, trónörökös (1858–1889)
- Mária Valéria főhercegnő (1868–1924)

Elsőszülött nővére, a nála egy évvel idősebb Zsófia 1857-ben, mindössze kétéves korában egy magyarországi utazás során megbetegedett és meghalt, így Gizella lett az uralkodócsalád legidősebb gyermeke. Hivatalos (német nyelvű) keresztlevelén Gisella név áll, önmaga azonban mindig egy l-lel írta le saját nevét.
Erzsébet császárné első gyermekeit, Zsófiát, Gizellát és Rudolfot apai nagyanyjuk, a szigorú és végletesen konzervatív Zsófia főhercegné nagyon korán elszakította anyjuktól, és nevelésükről saját maga gondoskodott. Kislányának, Zsófia Friderikának korai halála után Erzsébet maga is hosszabb időre depresszióba esett, és elfordult élő gyermekétől is, emiatt Gizellának édesanyjával, Erzsébettel később sem lett bensőséges viszonya. Nagyon szoros és szeretetteljes kapcsolat fűzte azonban öccséhez, Rudolf trónörököshöz. A két testvér kapcsolata megmaradt Gizella esküvője után is, amikor a házaspár Bajorországba költözött, rendszeres és komoly levelezésben álltak egymással. Rudolf mayerlingi öngyilkosságát (1889) Gizella sohasem tudta feldolgozni.
Gizella főhercegnő kiválóan beszélt magyarul, első nyelvtanára Homoky Imre apát volt, aki korábban Erzsébet királynét is tanította; Homoky Imre 1865-től Gizellának és Rudolfnak is adott magyar nyelvórákat. Gizella először 1857 májusában, másodjára 1866-ban járt Magyarországon, amikor számára és Rudolf trónörökösnek a budai hegyekben levő Kochmeister-villát bérelték ki a nyárra, ahová július 20-án költöztették be őket.

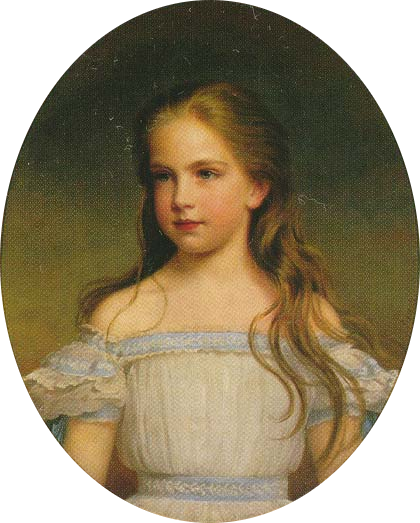
A gyermek Gizella
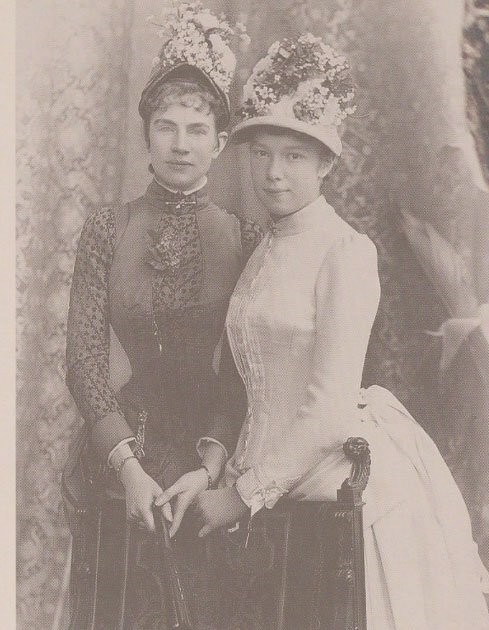
Gizella (balra) és húga, Mária Valéria (jobbra)
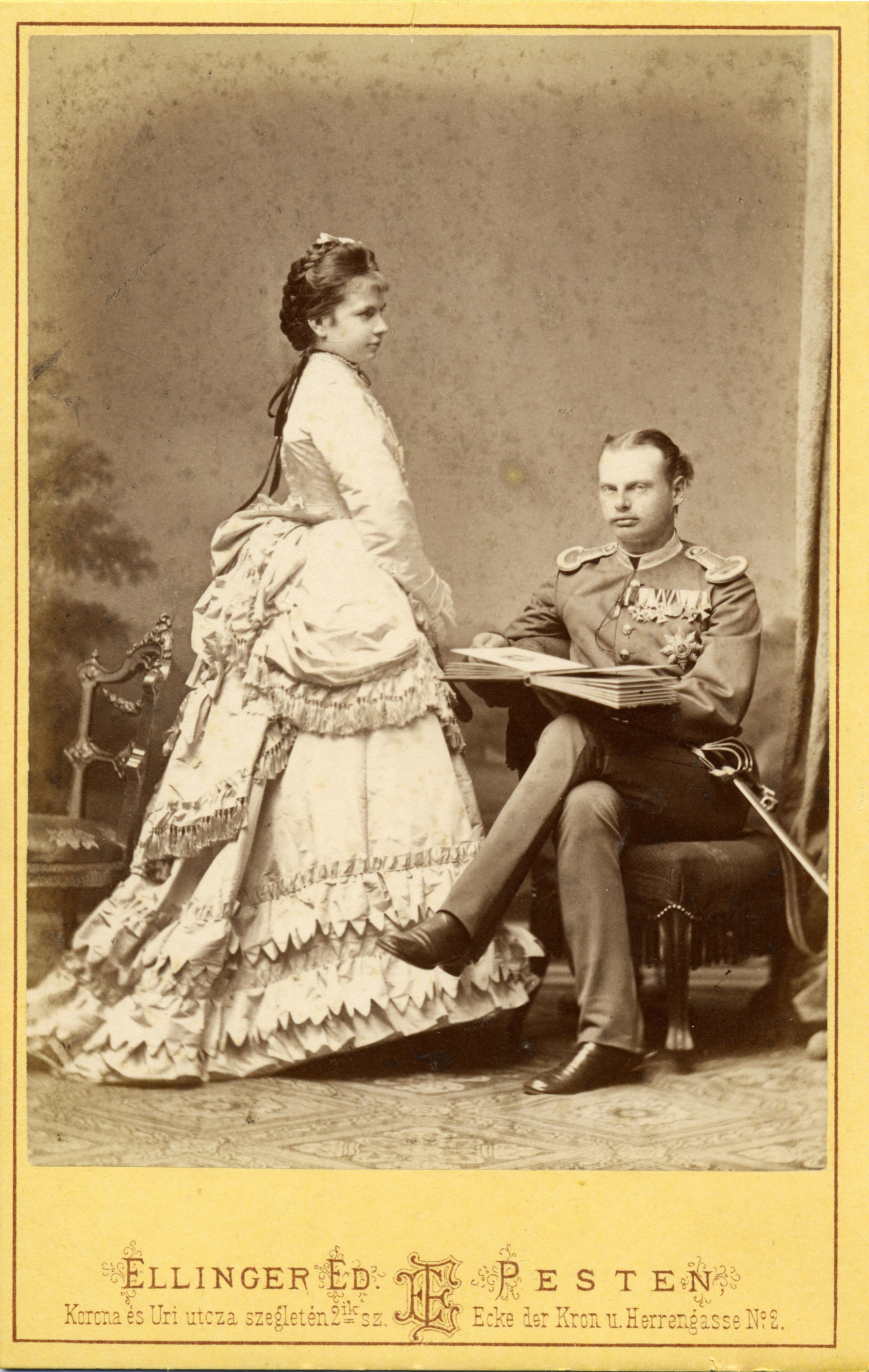
Gizella és vőlegénye, Lipót, Ellinger Ede fényképén (1872)
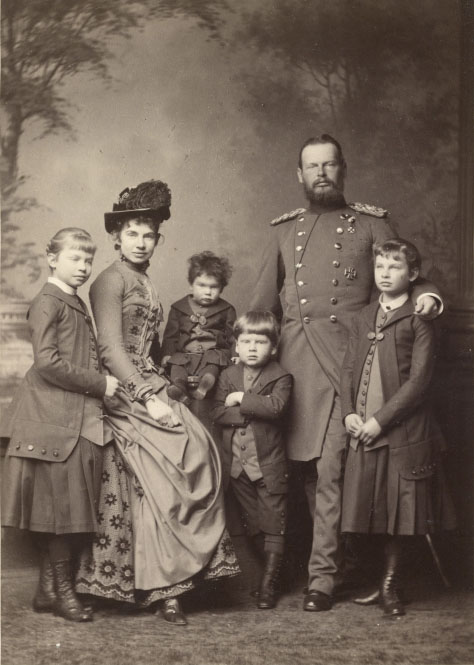
Gizella és Lipót, gyermekeikkel

### Házassága, gyermekei
16 éves korában, 1873. április 20-án Bécsben feleségül ment Lipót Miksa József bajor királyi herceghez (1846–1930), Luitpold bajor régens (1821–1912) és Habsburg-Toscanai Auguszta Fernanda főhercegnő (Auguste Ferdinande von Österreich, 1825–1864) fiához, a német császári hadsereg ezredeséhez. A vőlegény és a menyasszony másodfokú unokatestvérei voltak egymásnak. A házaspárnak négy gyermeke született:
- Erzsébet Mária Auguszta bajor hercegnő (1874–1957), aki Otto Ludwig Philipp von Seefried auf Buttenheim grófhoz ment feleségül
- Auguszta Mária Lujza bajor hercegnő (1875–1964), aki József Ágost osztrák főherceg magyar honvéd tábornagyhoz ment feleségül
- György Ferenc József herceg (1880–1943), aki 1912-ben Habsburg-Tescheni Izabella főhercegnőt (1888–1973), Frigyes főherceg leányát vette feleségül
- Konrad Lipót Ferenc von Bayern herceg (1883–1969)

Bajorországban Lipót herceg családja nagy szeretettel fogadta be Gizella főhercegnőt. Apja, Ferenc József császár is gyakran volt a család nagyra becsült és szívesen látott vendége a müncheni Lipót-palotában (Leopoldnischer Palais). Gizella húga, Mária Valéria főhercegnő is rendszeres látogatójuk volt . Édesanyjuk, Erzsébet Münchenben rendszeresen látogatta a leányát, Gizellát és unokáit, és Magyarországon is többször töltött időt Gizellával, például az 1896-os Millenniumi ünnepségek idején. A 36 évesen nagymamává lett Erzsébet lett a kislány keresztanyja, az ő nevét adták a gyermeknek.

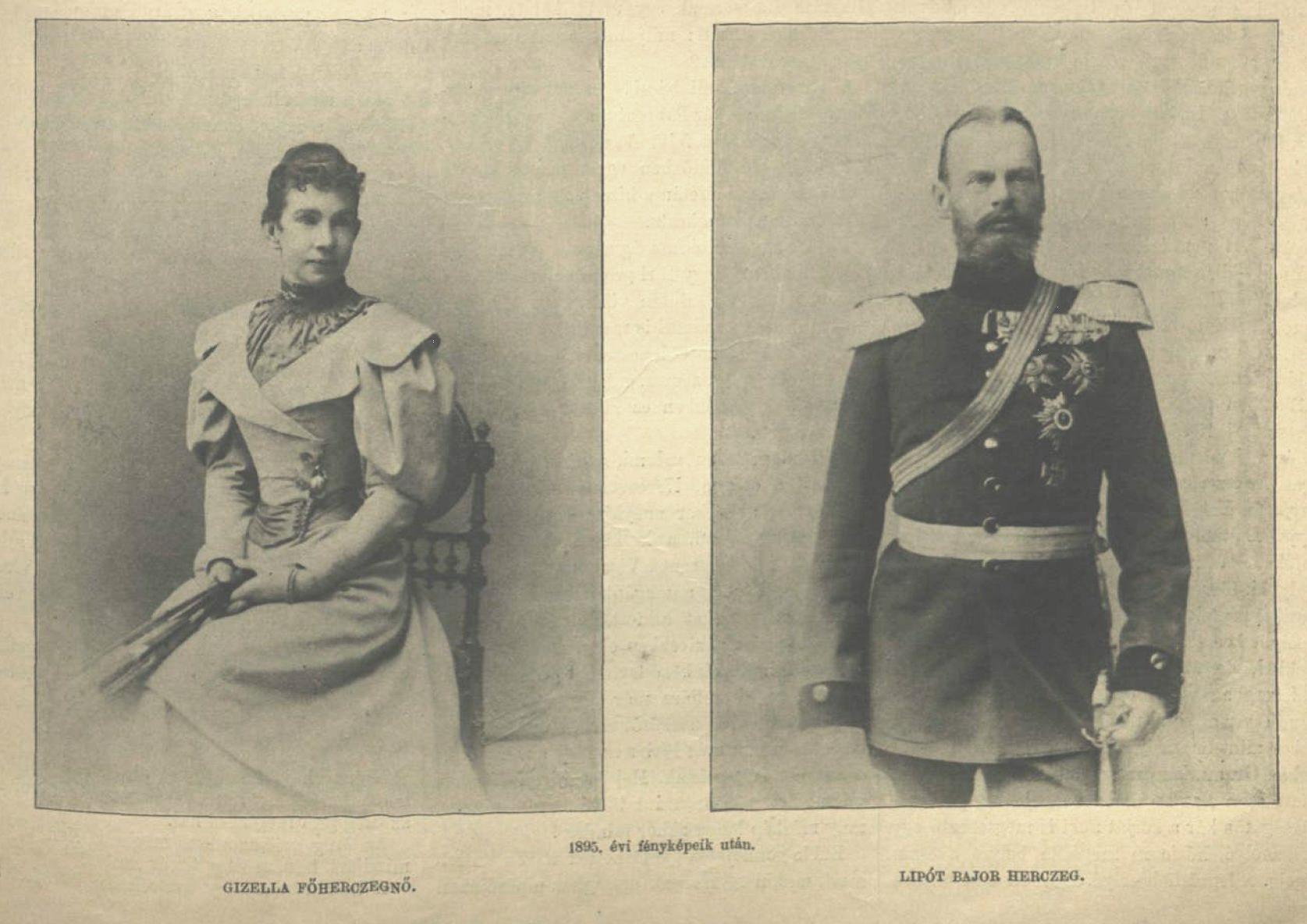
A házaspár 25. házassági évfordulóján megjelentetett kép

Gizella életét főleg szociális és egyházi jószolgálati tevékenység töltötte ki. 1898 és 1916 között a Gonzaga Eleonóra királyné által alapított Csillagkeresztes Rend védnökasszonya volt, ami a katolikus, jótékonykodó nemes asszonyok kitüntetése és szervezete volt. Az első világháború alatt müncheni palotájukban hadikórházat rendezett be.
A bajor régens, Luitpold herceg megbízásából Gizella és férje, Lipót herceg több diplomáciai és jószolgálati megbízást végzett a bajor kormányzat részére. Lipót herceget 1905. január 1-jén a német császári hadsereg tábornagyává nevezték ki. 1914-ben, amikor kitört az első világháború, Bajorországban már Lipót bátyja, III. Lajos uralkodott. II. Vilmos császár 1915-ben Lipót herceget nevezte ki a német 9. hadsereg parancsnokává. Hadvezéri sikerei nyomán hamarosan a róla elnevezett osztrák–magyar–német kombinált hadseregcsoport élére állították, majd 1916 augusztusának végén ő vette át az egész keleti front parancsnokságát (Oberbefehlshaber Ost) Hindenburg tábornagytól. 1918 márciusában, a breszt-litovszki békeszerződés aláírása után Lipót herceg számos magas kitüntetés birtokában vonult nyugalomba.

### Menekülése Münchenből
1918 végén a háború elveszett. Ez a monarchia végét jelentette a Német Birodalom és az Osztrák–Magyar Monarchia államaiban is. Gizella eleinte Münchenben, majd a wildenwarti (ma Frasdorf község része) kastélyban élt, kerülve a feltűnést, de 1919-re a radikális szélsőbaloldali aktivisták, a kommunista Spartakus-szövetség irányításával kikiáltották a Bajor Tanácsköztársaságot. A hercegi pár élete veszélybe került. Átköltöztek Tutzingba, a Starnbergi-tó partján álló Seehof hotelbe. A vörös milícisták itt is nyomukra akadtak, ekkor barátaik az ettali kolostorba menekítették őket, ahonnan nagy nehézségek között, hamisított okmányokkal, segítőik nagy diplomáciai ügyességével átjutottak az osztrák Tirolba. Három hónapot töltöttek Reuttében, amíg a müncheni forradalmat leverték, a bajorországi viszonyok normalizálódtak, a házaspár visszatérhetett müncheni otthonába.

### Utolsó évei
1923. április 20-án Gizella és Lipót megünnepelhették aranylakodalmukat. Lipót herceg 1930. szeptember 28-án elhunyt. Az 57 évnyi házasság után megözvegyült Gizella főhercegnő még két évig élt, 1932. július 27-én, 76 éves korában hunyt el Münchenben, Ferenc József császár gyermekei közül utolsóként. A müncheni Szent Mihály-templom (Kirche St. Michael) kriptájában helyezték végső nyugalomra, férjének nyughelye mellé.

### Emlékezete
- Gizella nevét viseli az Osztrák Államvasutak egyik vonalszakasza, a Gizella-vasút (Giselabahn), amely a Salzburg Hauptbahnhoftól Wörglbe vezet, Bischofshofenen, Zell am See-n és Kitzbühelen át. A Gizella-vasút, amelyet Salzburg-Tiroli Vasútnak is neveznek, a főhercegnő anyjáról elnevezett Erzsébet-császárné-vasút egy szakaszát képezi (A Kaiserin-Elisabeth-Bahn Bécsből Linzen és Welsen át Passauba és Welsen át Salzburgba, Zell am Seebe és Wörglbe vezet). Ezek a vasútvonalak a Bécsből Lindauig vezető osztrák Nyugati-vasúthoz, a Westbahnhoz tartoznak.
- Budapesten a XIV. kerületi Gizella út és a XVI. kerületi Gizella tér őrzi a nevét.
- Korábban Gizella nevét viselő, azóta átkeresztelt közterületek: A budapesti belvárosi Gizella tér ma Vörösmarty tér. A szegedi Gizella tér mai neve Aradi vértanúk tere.

## Külső hivatkozások
- Ő volt Sissi legidősebb, életben maradt lánya: Gizellát a budai várban jegyezték el
- Gizella főhercegnő élete
- Menekülés Münchenből Tirolba
- Káli-Rozmis Barbara: Erzsébet mint anya: Zsófia főhercegnő és Gizella főhercegnő
- Káli-Rozmis Barbara: Erzsébet királyné és Gizella, a magyar királykisasszony
- Káli-Rozmis Barbara: Erzsébet és gyermekei budai menedéke a kolera idején